# Siegfried von Öttingen
Siegfried von Öttingen est évêque de Bamberg en 1237.

## Biographie
Siegfried comte d'Oettingen est élu évêque de Bamberg entre la mort de son prédécesseur et août 1237. Mais il abdique la même année. Il ne figure pas dans les répertoires les plus anciens. Il meurt le 19 novembre d'une année indéterminée.

## Source, notes et références
- (de) Cet article est partiellement ou en totalité issu de l’article de Wikipédia en allemand intitulé « Siegfried von Öttingen » (voir la liste des auteurs).